# Standfast
Standfast – szwedzki zespół grający muzykę popularną, założony w 1997 złożony z duetu Suzanne Mosson i gitarzysty Patricka Turnera. 

## Dyskografia
- "Carcrashes" (singel) – 2001
- Standfast (lp) – 2001